# Roberto Caamaño
Roberto Caamaño [kam'ańo] (ur. 7 lipca 1923 w Buenos Aires, zm. 8 czerwca 1993 tamże) – argentyński kompozytor, pianista i pedagog.

## Życiorys
Studia kompozytorskie i pianistyczne odbył w 1939–1946 w Conservatori National de Musica w Buenos Aires, m.in. u A. Palmy, A. Cocq de Weingand i F. Masbacha. Koncertował w krajach Ameryki Południowej, Stanach Zjednoczonych i w Europie. W 1940 w trakcie podróży po Europie (Madryt - Paryż - Wiedeń - Rzym) rozwijał studia w zakresie kompozycji. W 1946 rozpoczął pracę pedagogiczną w klasie fortepianu w Escuela Superior de Música (do 1952). Od 1955 wykładał harmonię, formy muzyczne i historię chorału gregoriańskiego w stołecznym instytucie muzyki kościelnej. W 1956 został powołany na stanowisko profesora fortepianu w tamtejszym konserwatorium, wykładał tam także orkiestrację. W latach 1960–1963 był kierownikiem artystycznym Teatro Colón.
Był aktywnym uczestnikiem ruchu popularyzacji muzyki i wiedzy o życiu muzycznym (m.in. współautor trzytomowej pracy zbiorowej La historia del Teatro Colón: 1908–1968, Buenos Aires, 1969).

## Twórczość
W twórczości kompozytorskiej Caamaño przejawiał wpływy chorału gregoriańskiego, klasycznego kontrapunktu i argentyńskiej pieśni ludowej. Skomponował m.in. pięć utworów na orkiestry (w tym dwa na smyczkową, jeden na dętą), trzy koncerty (dwa fortepianowe i jeden akordeonowy), trzy kwartety smyczkowe, kwintet fortepianowy. Komponował też psalmy i pieśni.